# Burgate
Burgate – wieś w Anglii, w hrabstwie Suffolk, w dystrykcie Mid Suffolk. Leży 32 km na północ od miasta Ipswich i 124 km na północny wschód od Londynu. W 2001 miejscowość liczyła 162 mieszkańców.